# Papà castoro
Papà castoro (Les Histoires du père Castor) è una serie animata franco-canadese del 1993, creata da Jean Cubaud, diretta dallo stesso Cubaud insieme a Daniel Decelles, prodotta da GMT Productions e animata dallo Studio SEK. 
La serie è ispirata ai personaggi dei libri Les Albums du Père Castor, editi in Francia da Père Castor-Flammarion. La serie è stata trasmessa nell'aprile 1993 su Canal J in Francia e poi nel settembre 1999 su Teletoon in Canada. In Italia è stata trasmessa dal 9 gennaio 1995 su Rai Due all'interno del contenitore Quante storie..., su Rai Uno alle 9:30 all'interno de L'albero azzurro, e poi dal 1999 su Rai Tre all'interno di Melevisione e di Melevisione e le sue storie.
La sigla è un adattamento italiano della sigla originale francese realizzato da Elisabetta Bucciarelli.

## Trama
I tre piccoli castori Caline, Grignotte e Benjamin sono vivaci ed allegri e il Papà castoro li tiene a bada raccontando loro favole tradizionali, come quelle di Esopo e di tanti altri autori classici. L'ambientazione è provenzale, tra flauti e fisarmoniche inseriti in una florida natura.

## Episodi
| Stagione         | Episodi | Prima TV originale | Prima TV Italia |
| ---------------- | ------- | ------------------ | --------------- |
| Prima stagione   | 50      | 1993               | 9 gennaio 1995  |
| Seconda stagione | 53      | 1994-1995          | 1998            |
| Terza stagione   | 53      | 2002               | 2003            |

## Doppiaggio
| Personaggio  | Doppiatore originale | Doppiatore italiano |
| ------------ | -------------------- | ------------------- |
| Papà castoro | Raymond Baillet      | Walter Maestosi     |
| Câline       | Sauvane Delanoë      | Barbara De Bortoli  |
| Grignote     | Magali Barney        | Eliana Lupo         |
| Benjamin     | Brigitte Lecordier   | Monica Ward         |